# 1316 هـ
1316 هـ هي سنة في التقويم الهجري امتدت مقابلةً في التقويم الميلادي بين سنتي 1898 و1899.

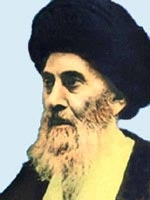
حسن الموسوي البجنوردي

## أحداث
- وقوع معركة صغيرة بين مبارك الصباح وعبد العزيز المتعب الرشيد ونتائج المعركة احتلال جزء من المناطق الكويتية التي احتلها محمد العبد الله الرشيد في الماضي.
- تشكيل التشكيلة الأولى لجيش الكويت.
- مبارك الصباح يعلن تحويل إمارة الكويت إلى دولة الكويت.

## مواليد
- عبد الحميد الخطيب
- محمد بن سرور الصبان
- حسن الموسوي البجنوردي
- رشدي صالح ملحس
- شكر الله الجر
- صدر الدين البادكوبي
- عبد الرحمن خضر (عراقي)
- خالد الفرج
- محمد بن علي البيز
- محمد رضا الكلبيكاني
- محمد يوسف الشريقي
- عبد الوهاب بن عبد الرحمن الفارس

## وفيات
- أبو الفضل الطهراني
- حسن حسني الأعرج
- محمد حسين آل بو خمسين
- ميرن
- هنا كسباني
- محمد نووي الجاوي